# Traitors
Traitors – brytyjski miniserial telewizyjny wyprodukowany przez 42 oraz Twenty Twenty Television, którego twórcą jest Bathsheba Doran. Serial był emitowany od 17 lutego 2019 roku do 24 marca 2019 roku przez Channel 4. Natomiast w Polsce serial był udostępniony w całości 29 marca 2019 roku przez platformę Netflix.

## Fabuła
Akcja serialu dzieje się w Londynie w 1945 roku, tuż po zakończeniu drugiej wojny światowej.Fabuła skupia się na Feef Symonds, młodej kobiecie, która zostanie agentką amerykańskiego wywiadu. 

## Obsada
- Emma Appleton jako Feef Symonds
- Luke Treadaway jako Hugh Fenton
- Michael Stuhlbarg jako Rowe
- Keeley Hawes jako Priscilla Garrick
- Brandon P. Bell jako Jackson Cole
- Greg McHugh jako David Hennessey
- Jamie Blackley jako Freddie Symonds

## Odcinki
| Nr | Tytuł     | Reżyseria      | Scenariusz          | Premiera w Channel 4 | Premiera w Netflix |
| -- | --------- | -------------- | ------------------- | -------------------- | ------------------ |
| 1  | Feef      | Dearbhla Walsh | Bathsheba Doran     | 17 lutego 2019       | 29 marca 2019      |
| 2  | Hugh      | Dearbhla Walsh | Bathsheba Doran     | 24 lutego 2019       | 29 marca 2019      |
| 3  | Priscilla | Dearbhla Walsh | Bathsheba Doran     | 3 marca 2019         | 29 marca 2019      |
| 4  | Rae       | Alex Winckler  | Emily Ballou        | 10 marca 2019        | 29 marca 2019      |
| 5  | Jackson   | Alex Winckler  | Tracey Scott Wilson | 17 marca 2019        | 29 marca 2019      |
| 6  | It's Me   | Alex Winckler  | Bathsheba Doran     | 24 marca 2019        | 29 marca 2019      |